# Nowela Auparay
Nowela, właśc. Nowela Elizabeth Mikhelia Auparay (ur. 19 grudnia 1987 w Wamenie) – indonezyjska piosenkarka, która wygrała ósmy sezon programu Indonesian Idol.

## Życiorys
Urodziła się w Wamenie (prowincja Papua). Jej ojciec jest pochodzenia papuaskiego, a matka wywodzi się z ludu Bataków. Po ukończeniu szkoły średniej zaczęła występować w kawiarniach, a następnie wzięła udział w ósmym sezonie programu Indonesian Idol.
W 2016 roku wydała swój pierwszy autorski album zatytułowany #1.

## Dyskografia
Albumy
- Idol’s Reunion Love Hits (2015)
- We Love Disney (2015)
- #1 (2016)[3]

Single
- „Membawa Cinta” (2014)
- „Kehabisan Kata” (2015)
- „Cinta Kita Beda” ft. Kevin Lim(inne języki) (2015)
- „Kekasih Bukan” (2016)
- „P.A.P.U.A” (2020)
- „Tatinggal di Papua” (2020)
- „Tra Usah Pikir” ft. Sun D (2020)
- „Kehidupan” ft. Sun D (2020)
- „Apa Adanya” (wraz z zespołem Nona) (2021)
- „The Spirit of Papua” ft. Alffy Rev, Epo D’Fenomeno, Funky Papua (2021)